# Galeodes discolor
Galeodes discolor är en spindeldjursart som beskrevs av Kraepelin 1899. Galeodes discolor ingår i släktet Galeodes och familjen Galeodidae. Inga underarter finns listade i Catalogue of Life.